# Rájaszerűek
A rájaszerűek vagy ráják (Batoidea) a porcos halak (Chondrichthyes) osztályának egyik öregrendje. Korábbi rendszerekben is hasonló helyet foglalt el, de általában a csoportot rendnek tekintették (például Dudich–Loksa-állatrendszer, Urania Állatvilág rendszere). A ráják tulajdonképpen közös őstől erednek a cápákkal, és valószínűleg az ősök még inkább cápaalkatú lények lehettek. A ráják lapos testalkata az élőhelyük következtében alakult ki: a tengerfenéken lakó állatok, így alakjuk ahhoz idomult. A cápákkal való közeli rokonságot már a korai embriológiai vizsgálatok is igazolták, hisz a cápák és ráják embriója nagyon hasonlít egymásra, mi több kikelt kis ráják teste még nem annyira lapos, mint a kifejlett egyedeké.
A cápák és ráják fő anatómiai bélyegei megegyeznek, lényeges különbség a testalkatban van. Míg a cápák teste erőteljes, orsó alakú, addig a ráják hát–hasi irányban erősen lapítottak, a farkuk elkeskenyedő vékony, és jól elkülönül a lapos törzstől. A ráják kopoltyúréseinek száma – a cápákhoz hasonlóan – 5, de ezek teljesen a hasi oldalra tolódtak az életmód következtében. A szájnyílás hasonló módon a test alsó részén helyezkedik el, ellenben a szemek ezekkel átellenben, e test felső részén találhatók. Különbség még a két öregrend között a szem szerkezete: a rájaszerűeknek sem pislogóhártyája, sem szabad szemhéja nincsen.

## Rendszerezés
Az öregrendbe az alábbi rendek tartoznak:
- sasrájaalakúak (Myliobatiformes) Compagno, 1973
- rájaalakúak (Rajiformes) L. S. Berg, 1940
- Rhinopristiformes Naylor, Caira, Jensen, Rosana, Straube & Lakner, 2016
- elektromosrája-alakúak (Torpediniformes) F. de Buen, 1926